# SNOW FLAKE 〜記憶の固執〜/PULSE
「SNOW FLAKE 〜記憶の固執〜／PULSE」（スノウフレーク きおくのこしつ／パルス）は、2008年12月10日に発売されたFLOWのメジャー17枚目、通算21枚目のシングル。発売元はキューンレコード。

## 概要
- 前作から約4ヵ月ぶりのリリースで、「冬の雨音/NIGHT PARADE」以来となる両A面シングル。
- 初回仕様は、スノーホワイト・ジャケットになっているほか、アルバム『#5』とのW購入特典応募券が封入。
- キャッチコピーは、『ダリの名画『記憶の固執』をモチーフにした、揺れ動く冬心の恋ウタ！』

## 収録曲
1. SNOW FLAKE 〜記憶の固執〜 (4:28)
  - 作詞：KOHSHI ASAKAWA　作曲：TAKESHI ASAKAWA　編曲：FLOW&Masanori Shimada

TBS系『ランク王国』12月〜1月エンディングテーマ
この曲は、スペインの画家、サルバドール・ダリの作品『記憶の固執』をモチーフにしている。
PVは前作「WORLD END」から繋がっており、「ムラカミ三部作」最後の作品。映像は「NIGHT PARADE」以来となる野外で撮影されたほか、巨大な冷凍庫内で撮影された部分もある（楽器隊は-20℃、ボーカルは-50℃の場所で）。
2. PULSE (3:39)
  - 作詞：KOHSHI ASAKAWA　作曲：TAKESHI ASAKAWA　編曲：FLOW

「X-TRAIL JAM in TOKYO DOME '08」公式テーマソング
3. Phantom (4:02)
  - 作詞：KEIGO HAYASHI　作曲：TAKESHI ASAKAWA　編曲：FLOW

## 収録アルバム
- #5 (#1、#2)
  - #1はアルバムバージョンでの収録。
- カップリングコレクション（#2）